# Ferreiraella xylophaga
Ferreiraella xylophaga is een keverslakkensoort uit de familie van de Abyssochitonidae. De wetenschappelijke naam van de soort is voor het eerst geldig gepubliceerd in 1992 door Gowlett-Holmes & Jones.